# Флаг Татышлинского района
Флаг муниципального образования Татышли́нский район Республики Башкортостан Российской Федерации — опознавательно-правовой знак, служащий официальным символом муниципального образования.
Флаг утверждён 11 июля 2006 года и внесён в Государственный геральдический регистр Российской Федерации с присвоением регистрационного номера 3230.

## Описание
«Прямоугольное полотнище с соотношением ширины к длине 2:3, состоящее из двух равновеликих горизонтальных полос: верхней красного цвета и нижней жёлтого цвета; на красной полосе: у древка сидящая к древку обернувшаяся белка жёлтого цвета с кончиком хвоста белого цвета, у свободного края — опрокинутая тамга башкирского рода Гарей жёлтого цвета; на жёлтой полосе: у древка тамга башкирского рода Гарей красного цвета, у свободного края — сидящая к свободному краю такая же обернувшаяся белка красного цвета».

## Обоснование символики
Территория района расположена на бывших башкирских вотчинных землях, главным образом Ирактинский, Урман-Гарейской и Кыр-Таныпской волостей.
Великолепна и щедра природа края: уходящие вдаль леса, пышные поля, многоцветные луга, долины красивых рек. Здесь обитают лоси, волки, кабаны, лисы и, конечно, белки. История края и богатство природы отражены на флаге разделением его поля на два ярких цвета: красный и жёлтый.
Основной фигурой флага является белка — зверёк, особо широко распространённый в лесах. Вплоть до XX века шкурка белки являлась эквивалентом деньгам. У кого было много беличьих шкурок, тот человек считался богатым. Ведь не зря и копейка, и белка у башкир и татар называется одинаково «тин, тиен». Кроме того, миролюбивый и открытый зверёк символизирует, что в районе проживает многонациональный, трудолюбивый народ в мире и согласии.
Символизируя связь истории с современностью, в полях флага помещены стилизованные тамги родов Гарей, Иракты и Танып в красном и жёлтом цветах.
Красный цвет — символизирует любовь к своей земле, смелость и великодушие, а также кровь, пролитую за свободу Отечества.
Жёлтый цвет (золото) олицетворяет богатство района и то, что он занимает в республике достойное место.